# Pico del Segre
El Pico del Segre o Puigmal de Segre es una montaña de 2.843 metros de altitud situada entre el término comunal de Llo, en la comarca de la Alta Cerdaña, y el término municipal de Queralbs, en el Ripollés, junto al Valle de Nuria. Orográficamente destaca por tener las fuentes del río Segre, a los pies de su vertiente noroeste.
La ruta más concurrida es la que parte desde el santuario de Nuria. Muchas veces se combina con la ascensión al Puigmal. Otra ruta sale desde Llo, por el camino hacia el santuario de Nuria hasta llegar al pico de Finestrelles, para desviarse luego siguiendo la cadena montañosa en dirección sur.

## Cartografía
- Mapa Vall de Núria, ed. Alpina.